# Crematogaster russoi
Crematogaster russoi är en myrart som beskrevs av Menozzi 1930. Crematogaster russoi ingår i släktet Crematogaster och familjen myror. Inga underarter finns listade i Catalogue of Life.